# Ergün Penbe
Ergün Penbe (Zonguldak, 17 mei 1972), bijgenaamd Kemik, Turks voor "bot" door zijn blessure ongevoeligheid, is een Turks voormalig voetballer en huidig voetbalcoach. Hij was een linkervleugelverdediger. 

## Carrière

### Spelerscarrière
Penbe begon zijn carrière bij Kilimlispor in 1992. Na twee jaar had hij een contract met Gençlerbirligi. Ondanks zijn prestaties bij deze club mocht hij vertrekken naar de Turkse topper Galatasaray waarmee hij de UEFA Cup won ten koste van Arsenal in het jaar 2000 en de UEFA Super Cup door te winnen van Real Madrid met 1-2 in de verlengingen. In 2007 maakte toenmalige Galatasaray-coach Karl Heinz Feldkamp aan Penbe duidelijk, dat hij niet in zijn plannen voorkwam. Hij moest op zoek gaan naar een nieuwe werkgever. Uiteindelijk tekende hij op 31 augustus 2007 vlak voor het sluiten van de transfermarkt een 1-jarig contract bij Gaziantepspor. In 2008 stopte hij met voetballen.
Hij behoorde tot de kern van de Turkse nationale ploeg in Wereldkampioenschap voetbal 2002 en behaalde daarmee een derde plaats. Tot nu toe (maart 2007) heeft hij 48 caps met de nationale ploeg.

### Trainerscarrière
In november 2008 werd hij assistent-trainer van Hacettepe SK. In maart 2009 werd hij bevorderd tot hoofdtrainer. Haceteppe zocht voor seizoen 2009/10 een nieuwe coach waardoor Penbe werkloos werd. In februari 2010 werd hij assistent-trainer bij Mersin Idman Yurdu. Het eerste helft van het seizoen 2010/11 was hij trainer van Kartalspor. Het tweede helft van 2010/2011 was hij tot het einde van het seizoen trainer van Kayseri Erciyesspor.
2012/2013 Heeft Ergun Pembe het stokje overgenomen bij Giresunspor.

## clubs
- Gençlerbirligi (1992-1994)
- Galatasaray(1994-2007)
- Gaziantepspor (2007-2008)

1 Reçber ·
2 Havutçu ·
3 Temizkanoğlu  ·
4 Akyel ·
5 Özalan ·
6 Erdem ·
7 Buruk ·
8 Kerimoğlu ·
9 Şükür ·
10 Yalçın ·
11 Korkut ·
12 Çatkıç ·
13 Özköylü ·
14 Kaya ·
15 Izzet ·
16 Penbe ·
17 Derelioğlu ·
18 Akman ·
19 Ercan ·
20 Ünsal ·
21 Tuncay ·
22 Davala ·
Coach: Denizli
1 Reçber ·
2 Emre Aşık ·
3 Korkmaz ·
4 Akyel ·
5 Özalan ·
6 Erdem ·
7 Buruk ·
8 Kerimoğlu ·
9 Şükür  ·
10 Baştürk ·
11 Şaş ·
12 Çatkıç ·
13 Izzet ·
14 Havutçu ·
15 Nihat ·
16 Ümit Özat ·
17 Mansız ·
18 Penbe ·
19 Ercan ·
20 Ünsal ·
21 Emre Belözoğlu ·
22 Ümit Davala ·
23 Özgültekin ·
Coach: Güneş
1 Rüştü ·
2 Sonkaya ·
3 Korkmaz  ·
4 Akyel ·
5 Özalan ·
6 Penbe ·
7 Balcı ·
8 Arslan ·
9 Şanlı ·
10 Baştürk ·
11 Nihat ·
12 Çatkıç ·
13 Yıldırım ·
14 Barış ·
15 Üzülmez ·
16 Yılmaz ·
17 Servet ·
18 Kartal ·
19 Ateş ·
20 Şahin ·
21 Toraman ·
22 Karadeniz ·
23 Şahin ·
Coach: Güneş